# Маркович, Раде
Ра́де Ма́ркович (серб. Раде Марковић; 1921—2010) — югославский и сербский актёр театра и кино.

## Биография и творчество
Раде Маркович родился 14 октября 1921 года в Белграде. По окончании в 1939-м мужской гимназии поступил в Белградский университет, где учился вначале на инженерном, затем на философском факультете. В это же время он впервые познакомился с театральным искусством.
С 1942 года был участником актёрского объединения, которое позже вошло в состав Белградского драматического театра. С 1946 по 1949 год вместе с группой энтузиастов, репетировавших в здании Университета И. Коларака, состоял в любительской театральной студенческой труппе «Иво Лола Рибар», играл на сценах университетов, Молодёжного и Академического театров Белграда. В 1950—1952 и 1954—1966 гг. был видным актёром Белградского драматического театра. С 1959 года занялся театром профессионально. До 1961-го выходил на сцену Белградского драматического театра, затем выступал на сцене Национального театра драмы, в театральной компании «Ателье 212», в Югославском драматическом театре. Всего на сцене он создал более 200 ролей самого широкого диапазона в спектаклях классического и современного репертуара.
В кино Маркович дебютировал в 1948 году, сыграв в фильмах «Бессмертная молодость» (Бесмртна младост) режиссёра Воислава Нановича и «Софка» Радоша Новаковича. Играл в исторических фильмах: Нейбош в экранизации народной легенды «Волшебный меч» (1950), Стефан Малый в драме «Лжецарь» (1955). Актёрские удачи Марковича — это роли в фильмах «Шолая» (1955), «В чужом краю» (1957), «Радополье» (1963), «Девушка» (1965); все эти картины принесли актёру награды. В 1964 году он исполнил одну из своих лучших киноролей — Иво в фильме болгарского режиссёра Выло Радева «Похититель персиков» (Крадљивац бресака, 1964, Премия на IV фестивале болгарских фильмов, Варна).
В 1970—1990-е гг. снимался в телевизионных фильмах: детективах, фильмах о партизанах, военных драмах, комедиях. Исполнил главные роли в работах своего сына — кинорежиссёра Горана Марковича: «Национальный класс» (1979), «Мастера, мастера» (1980), «Натуральная оспа» (1982) и др. В 1987-м снялся в фильме известного итальянского кинорежиссёра Джулиано Монтальдо «Очки в золотой оправе». Как киноактёр был востребован вплоть до начала XXI века, снявшись в нескольких десятках фильмов у режиссёров разных поколений.
С 1981 года Раде Маркович преподавал в Академии художеств в Нови-Саде, а с 1997-го являлся профессором актёрского мастерства в Академии Брача Карича в Белграде. В августе 1989 года актёр получил премию «Славица» за общий вклад в югославское кино. В декабре 1998-го он был награждён Добричским перстнем за исполнение театральных ролей.
За свою шестидесятилетнюю актёрскую карьеру Маркович сыграл более 90 театральных персонажей, снялся более чем в 70 фильмах и более чем в 60 телевизионных пьесах и сериалах. Даже после выхода на пенсию вплоть до своей смерти он оставался верным театру.
Скончался 10 сентября 2010 года в возрасте 88 лет в кардиологическом отделении больницы в Забоке, Хорватия.

## Личная жизнь
С 1945 по 1964 год Маркович был женат на актрисе Оливере Маркович (в девичестве Джорджевич), которая родила от него сына Горана Марковича, ставшего актёром и режиссёром. Раде расстался с женой сразу после окончания съёмок фильма «Похититель персиков», в котором он снимался с Невеной Кокановой. В жизни, как и в сценарии, между ним и Невеной вспыхнула страстная любовь, которая продлилась в течение семи лет. За исполнение мужской и женской ролей в этом фильме Маркович и Коканова в 1964 году получили награды на болгарском кинофестивале «Золотая роза».

## Награды
- 1956 — «Золотая арена» (за роль в фильме «Шолая», 1955, реж. Водзислав Нанович)
- 1957 — «Серебряная арена» (за роль в фильме «В чужом краю», 1957, реж. Хосе Гэйл)
- 1958 — Премия Стерии за актёрские достижения
- 1963 — «Серебряная арена» (за роль в фильме «Радополье», 1963, реж. Столе Янкович)
- 1964 — Премия на IV фестивале болгарских фильмов в Варне (за роль в фильме «Похититель персиков», 1964, реж. Выло Радев)
- 1966 — Премия на кинофестивале в Нише (за роль в фильме «Девушка», 1965, реж. Младомир Джорджевич)
- 1989 — премия «Славица» (ныне премия Павле Вуйсича) (за общий вклад в югославское кино)
- 1998 — премия «Dobričin prsten» (за исполнение театральных ролей)
- 2002 — Премия Стерии за актёрские достижения
- 2005 — Статуэтка Йоакима Вуича

## Избранная фильмография
| Год  | Название фильма                                                                                   | Жанр                                | Роль                                  | Режиссёр              |
| ---- | ------------------------------------------------------------------------------------------------- | ----------------------------------- | ------------------------------------- | --------------------- |
| 1948 | Бесмртна младост (Бессмертная молодость)                                                          | военный                             | Миша                                  | Водзислав Нанович     |
| 1950 | Чудотворни мач (Волшебный меч)                                                                    | приключения, фэнтези                | Небойша (Сорвиголова)                 | Водзислав Нанович     |
| 1953 | Далеко jе сунце (Солнце далеко)                                                                   | военный                             | Уча                                   | Радош Новакович       |
| 1955 | Лажни цар (Лжецарь)                                                                               |                                     | Стефан Малый                          | Велимир Стоянович     |
| 1955 | Шолаjа (Шолая)                                                                                    | военный                             | Дренко, капитан Королевского войска   | Водзислав Нанович     |
| 1957 | Туђа земља (В чужом краю)                                                                         | военный                             |                                       | Хосе Гэйл             |
| 1958 | Три жеље (Три желания)                                                                            | комедия                             | Петр                                  | Ян Кадар, Эльмар Клос |
| 1962 | Саша                                                                                              | военная драма                       | Шпанац                                | Раденко Остоич        |
| 1963 | Радопоље (Радополье)                                                                              | военная драма                       | Илия                                  | Столе Янкович         |
| 1964 | Крадљивац бресака (Похититель персиков)                                                           | военная драма, мелодрама            | Иво Обренович                         | Выло Радев            |
| 1965 | Девоjка (Девушка)                                                                                 | военная драма                       |                                       | Младомир Джорджевич   |
| 1965 | Друга страна медаље (Другая сторона медали)                                                       | триллер, драма                      | Огнен Ружич                           | Фадил Хаджич          |
| 1967 | Бомба у 10 и 10 (Бомбы в 10:10)                                                                   | военный                             | Марко                                 | Часлав Дамьянович     |
| 1967 | Диверзанти (Диверсанты)                                                                           | военный                             | Доктор                                | Хайрудин Крвавац      |
| 1967 | Хасанагиница                                                                                      | драма                               |                                       | Миодраг Попович       |
| 1972 | Валтер брани Сараjево (Вальтер защищает Сараево)                                                  | военный боевик                      | Сеад Капетанович                      | Хайрудин Крвавац      |
| 1973 | Сутjеска (Пятое наступление)                                                                      | военный                             |                                       | Стайп Делич           |
| 1974 | Отписани (Списаны)                                                                                | военный боевик                      | Милан                                 | Александр Джорджевич  |
| 1975 | Кућа (Дом)                                                                                        | драма                               | Саша                                  | Богдан Жижич          |
| 1977 | Специjално васпитање (Специальное воспитание)                                                     | драма                               | Судья                                 | Горан Маркович        |
| 1979 | Национална класа (Национальный класс)                                                             | драма, комедия                      | Мома                                  | Горан Маркович        |
| 1980 | Маjстори, маjстори (Мастера, мастера)                                                             | драма, комедия                      | Милойе                                | Горан Маркович        |
| 1980 | Петриjин венац                                                                                    | драма                               | Доктор Николич                        | Срджан Каранович      |
| 1981 | Дечко коjи обећава (Многообещающий парень)                                                        | музыкальная комедия, драма, эротика | Отец Слободана                        | Милош Радивоевич      |
| 1981 | Краљевски воз (Поезд на Кралево)                                                                  | военная драма, боевик               | Агент коммунистического сопротивления | Александар Джорджевич |
| 1982 | Вариола вера (Натуральная оспа)                                                                   | драма, ужасы                        | Управляющий больницей                 | Горан Маркович        |
| 1984 | Таjни дневник Сигмунда Фроjда (The Secret Diary of Sigmund Freud; Тайный дневник Зигмунда Фрейда) | биографическая комедия              |                                       | Дэнфорд Б. Грин       |
| 1987 | Gli occhiali d'oro (Очки в золотой оправе)                                                        | драма                               |                                       | Джулиано Монтальдо    |
| 1989 | Сабирни центар (Центр сбора)                                                                      | фэнтези, драма, комедия             | Профессор Миша                        | Горан Маркович        |
| 1992 | Тито и ja (Тито и я)                                                                              | драма, мелодрама, комедия           | Дедушка                               | Горан Маркович        |
| 2003 | Мали свет (Мир тесен)                                                                             | комедия                             | Старый доктор                         | Милош Радович         |